# Canton de Bandrélé
Le canton de Bandrélé est une ancienne division administrative française située dans le département de Mayotte et la région Mayotte.

## Administration
| Période                                  | Période | Identité          | Étiquette      | Qualité |
| ---------------------------------------- | ------- | ----------------- | -------------- | ------- |
| 2004                                     | 2011    | Mustoihi Mari     | DVD puis MoDem |         |
| 2011                                     | 2015    | Camille Abdullahi | UMP            |         |
| Les données manquantes sont à compléter. |         |                   |                |         |

## Composition
Le canton était composé de l'unique commune de Bandrélé.

## Démographie
| 2002  | 2007  | 2012  |
| ----- | ----- | ----- |
| 5 537 | 6 838 | 7 885 |